# Brahim El Mazned
Brahim El Mazned est un acteur et entrepreneur culturel marocain pluridisciplinaire qui œuvre à développer la culture marocaine et africaine à l’international.
Il est le fondateur de la structure d’ingénierie culturelle Anya qui œuvre sur le territoire culturel marocain et qui organise, entre autres, le premier festival et marché des musiques d'Afrique et du Moyen-Orient, Visa for Music.

## Carrière
Membre de la Banque d'expertise UE / UNESCO de 2019 à 2022,, il est expert auprès de l'UNESCO depuis plusieurs années sur la politique culturelle et les industries créatives.
Il est aussi le directeur artistique du Festival Timitar des Musiques du monde. Ce festival, principalement consacré à la culture amazighe, est devenu l'un des importants rendez-vous célébrant les traditions musicales du monde. Promouvant la culture amazighe, le festival a reçu, pour sa 17e édition en 2022, plus de 380 000 spectateurs,.
En 2009, Brahim El Mazned a été invité à diriger, pour la région Afrique du Nord et Moyen-Orient, la présélection culturelle pour les 6èmes Jeux de la Francophonie à Beyrouth,, pour la 7e édition à Nice (France) en septembre 2013 et pour la 7e édition à Abidjan (Côte d'Ivoire).
De plus, il a été élu, le 22 mars 2013, membre du conseil d'administration de la FWMF (Forum of Worldwide Music Festivals), un des grands réseaux de festivals de musique dans le monde.
En termes de distinctions et de reconnaissance, il fait partie des cent meilleurs leaders du développement culturel durable consacrés dans le guide de la diversité culturelle, “Les Aventuriers de la Culture”. Il apparaît également sur la liste des cent personnes qui font bouger et promouvoir le Maroc,, liste de l'hebdomadaire marocain Tel Quel. Par ailleurs, Brahim El Mazned est cité dans le livre "Those who inspire - Maroc" comme une personnalité inspirante du secteur culturel marocain.

## Activité

### Production de manifestations et activités culturelles
Ces dernières années, il a initié plusieurs dizaines de résidences artistiques dans de nombreux pays et régions à travers le monde (Brésil, France, Espagne, Ile de la Réunion, Nouvelle-Calédonie, Madagascar, Mali, Grèce, Tunisie, Mauritanie, Liban, etc). D'autres parts a participé à la création d'une douzaine d'albums et de centaines de concerts dans des festivals et des lieux dans plusieurs pays,.

### Edition
D'autre part, Brahim El Mazned œuvre dans la préservation et la transmission du patrimoine immatériel marocain notamment pour les arts musicaux de l'Aïtaet des Rrways, projets portés par l'association Atlas Azawan et produits par la structure d'ingénierie culturelle Anya. En effet, il a réalisé la direction artistique des trois œuvres suivantes: l'anthologie "Chioukhs et Cheikhates de l’Aïta ", publiée en 2017 et qui a reçu le Prix de l’Académie Charles Cros en 2017; en 2020, l'anthologie des "Rrways, voyage dans l'univers des poètes chanteurs itinérants amazighes" a été publiée et récompensée par l'Académie Charles Cros en 2021 par le Prix Coup de cœur Musiques du monde"; le Beau-livre “L’art des Rrways” qui a été publié en juillet 2022.

### Visa For Music
Fondateur de Visa For Music, Brahim El Mazned a créé en 2014 cette manifestation culturelle: premier festival et marché de professionnels d’Afrique. Ce festival a lieu chaque année en novembre à Rabat, capitale du Maroc, et a pour objectif de participer à la promotion de la diversité et richesse culturelle, ainsi que la promotion des artistes marocains et du monde entier.

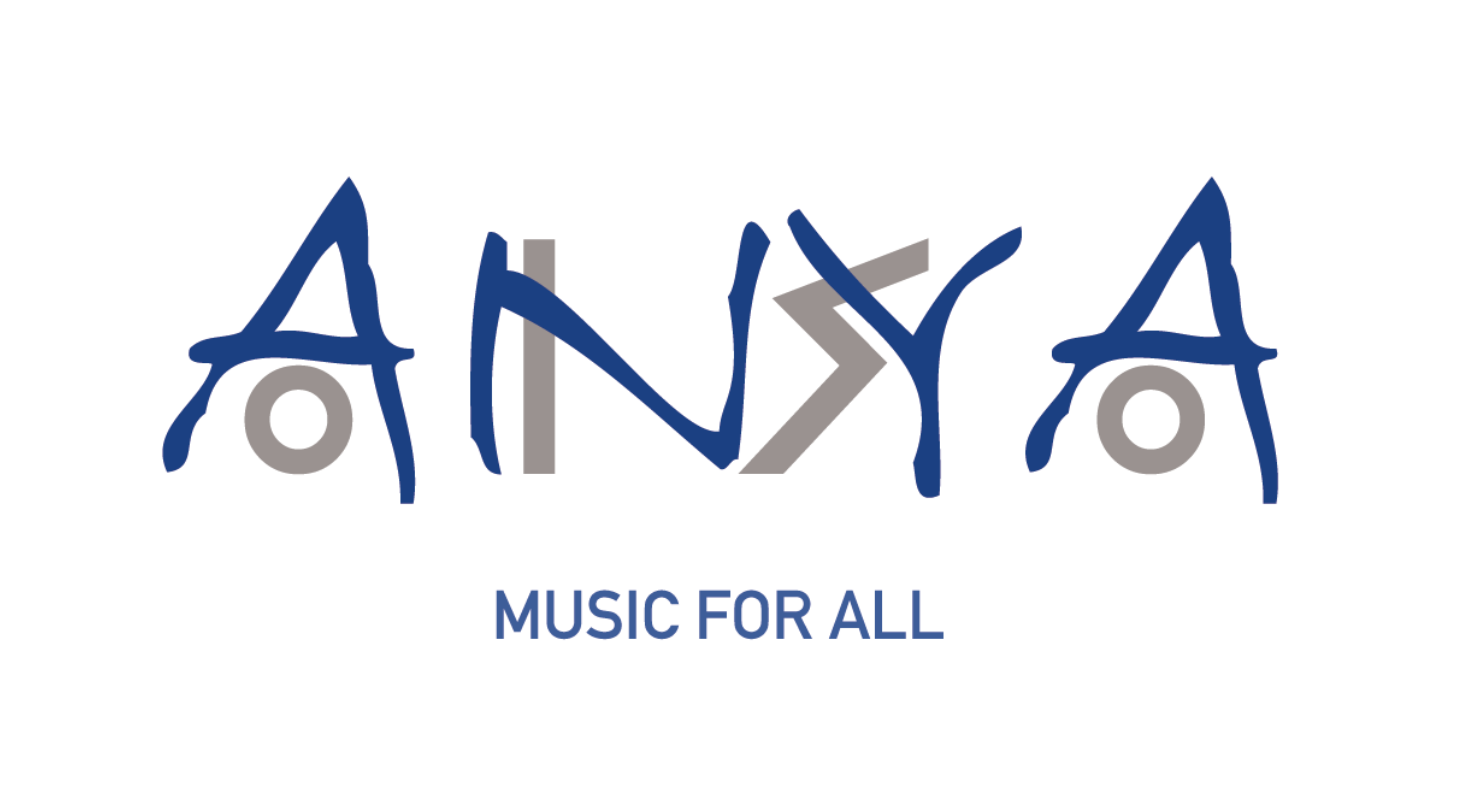
Logo ANYA

## ANYA, structure d'ingénierie culturelle
Fondée par Brahim El Mazned et sous la direction de Keltouma Bakrimi, l'agence culturelle Anya a pour mission de participer à la restructuration de la chaine de valeur du secteur musical marocain et d’accompagner les artistes et opérateurs culturels du Maroc. L’entreprise développe diverses actions dans des projets de création, diffusion et promotion de la musique; à titre d'exemple: Jazz Women in Africa 2021,,, Rési' Jazz, le Marathon artistique, etc.